# Tépe, Hajdú-Bihar
Tépe  este un sat în districtul Derecske, județul Hajdú-Bihar, Ungaria, având o populație de 1.132 de locuitori (2011). 

## Demografie
Componența etnică a satului Tépe
     Maghiari (97,82%)
     Romi (1,91%)
     Necunoscut (0,27%)
     Alții (0,27%)
Componența confesională a satului Tépe
     Reformați (72,7%)
     Fără religie (16,87%)
     Romano-catolici (1,77%)
     Necunoscută (8,3%)
     Atei (0,35%)
     Alte religii (0,27%)
Conform recensământului din 2011, satul Tépe avea 1.132 de locuitori. Din punct de vedere etnic, majoritatea locuitorilor (97,82%) erau maghiari, cu o minoritate de romi (1,91%). Apartenența etnică nu este cunoscută în cazul a 0,27% din locuitori.  Din punct de vedere confesional, majoritatea locuitorilor (72,7%) erau reformați, existând și minorități de persoane fără religie (16,87%) și romano-catolici (1,77%). Pentru 8,3% din locuitori nu este cunoscută apartenența confesională.